# Empfangsbestätigung
Als Empfangsbestätigung wird ein kurzer schriftlicher Nachweis bezeichnet, dass man eine Ware, eine Briefsendung oder eine Nachricht im Allgemeinen erhalten hat. 

## Beispiele
Ein Einschreiben kann mit Rückschein beauftragt werden, so dass der Absender eine Empfangsbestätigung mit Unterschrift des Empfängers erhält. 
Das deutsche Zustellungsrecht kennt die Zustellung gegen Empfangsbekenntnis, zum Beispiel bei der Zustellung an Anwälte (§ 174 ZPO).
Seit einigen Jahren sind viele Zustelldienste mit elektronischen Geräten ausgerüstet, auf dessen Display der Empfänger direkt seine Unterschrift leistet.
Des Weiteren gibt es Empfangsbestätigungen auch in E-Mails, siehe Message Disposition Notification.
Seit 25. Mai 2018 ist die Datenschutz-Grundverordnung im Rechtsraum der EU in Kraft. Art. 13 DS-GVO ist die Rechtsgrundlage für die Empfangsbestätigung im neuen Recht. 
Die Verordnung (EU) 2016/679 (also die Datenschutz-Grundverordnung) sieht als EU-Recht vor, dass der Empfänger (natürliche oder juristische Personen) "personenbezogener Daten bei der betroffenen Person (Anm.: Soll heißen beim Versender)" zum Zeitpunkt der Datenerhebung, also unverzüglich nach dem Versand, eine Empfangsbestätigung an die betroffene Person (m/w/d) versendet.

## Quittungsproblem
Das Quittungsproblem ist ein bisher ungelöstes Problem in der Informatik bzw. Informationssicherheit. Ziel ist es, eine Empfangsbestätigung zu erzeugen, die nicht auf das Wohlwollen des Nachrichtenempfängers angewiesen ist. Für alle bekannten Arten von Empfangsbestätigungen wurde gezeigt, dass sie gefälscht oder unterbunden werden können oder die Zuhilfenahme eines unabhängigen Dritten erfordern. Heutige Lösungsversuche werden oft mit Mitteln der Kryptologie unternommen.

### Hintergrund
Häufig besteht die Notwendigkeit für den Absender, dass der Empfang einer Nachricht oder Ware nachweisbar ist. Die klassische unterschriebene Empfangsbestätigung erfüllt diesen Zweck, wenn die Kommunikationspartner kooperieren. Sie versagt jedoch, wenn der Empfänger den Ablauf manipulieren will. Gegen eine Fälschung der Bestätigung durch den ursprünglichen Absender ist die (auch elektronische) Unterschrift der Empfangsbestätigung ein geeignetes Mittel. Der Unterschlagung der Bestätigung beim ursprünglichen Absender (Behauptung: Der Empfänger hat nicht bestätigt) kann begegnet werden, indem der ursprüngliche Empfänger für den Empfang der Empfangsbestätigung selbst eine Empfangsbestätigung fordert. Damit verlagert sich das Problem nur um eine Stelle.
Das Grundproblem besteht also darin, dass der Empfänger einer Nachricht diese empfangen kann und diese Tatsache verschweigen beziehungsweise das Gegenteil behaupten kann. In der Praxis werden daher unabhängige Dritte als Zeugen hinzugezogen oder es wird in bestimmten Fällen unterstellt, dass die Nachricht bzw. Ware empfangen wurde. 
Der Lösung mittels Kryptografie widersetzt sich das Problem dadurch, dass die kryptografischen Schlüssel unter Kontrolle ihres Eigentümers stehen müssen. Um die Echtheit der Empfangsbestätigung sicherzustellen, muss sie vom ursprünglichen Empfänger unterschrieben werden. Dies kann prinzipbedingt nicht durch einen anderen als den Schlüsselinhaber erfolgen. Der Schlüsselinhaber kann also das Erzeugen der Empfangsbestätigung verweigern.